# اچ‌ام‌اس هکاته (۱۸۰۹)
اچ‌ام‌اس هکاته (۱۸۰۹) (به انگلیسی: HMS Hecate (1809)) یک کشتی بود که طول آن ۱۰۰ فوت ۶ اینچ (۳۰٫۶ متر) بود. این کشتی در سال ۱۸۰۹ میلادی ساخته شد.